# Cully (Calvados)
Cully ist eine ehemalige französische Gemeinde mit zuletzt 157 Einwohnern (Stand: 1. Januar 2018) im Département Calvados in der Region Normandie. Die Einwohner werden als Cullysiens bezeichnet.
Zum 1. Januar 2017 wurde Cully im Zuge einer Gebietsreform zusammen mit drei benachbarten Gemeinden als Ortsteil in die neue Gemeinde Moulins en Bessin eingegliedert.

## Geografie
Cully liegt etwa 12 Kilometer ostsüdöstlich von Bayeux und 15 Kilometer nordwestlich von Caen. 
Umgeben wurde die Gemeinde von den Ortschaften Lantheuil im Norden, Le Fresne-Camilly im Nordosten und Osten, Lasson im Südosten, Secqueville-en-Bessin im Süden, Sainte-Croix-Grand-Tonne im Südwesten, Coulombs im Westen sowie Saint-Gabriel-Brécy in nordwestlicher Richtung.

## Bevölkerungsentwicklung
| Jahr                              | 1793 | 1836 | 1876 | 1926 | 1946 | 1968 | 1990 | 2008 | 2018 |
| Einwohner                         | 479  | 436  | 336  | 136  | 165  | 140  | 181  | 173  | 157  |
| Quellen: Cassini, EHESS und INSEE |      |      |      |      |      |      |      |      |      |

## Sehenswürdigkeiten
- Kirche Saint-Martin aus dem 13. Jahrhundert
- Herrenhaus aus dem 15. Jahrhundert, seit 1927 Monument historique[3]
- Brunnen
- Lavoir (Waschhaus)